# アワフキムシ

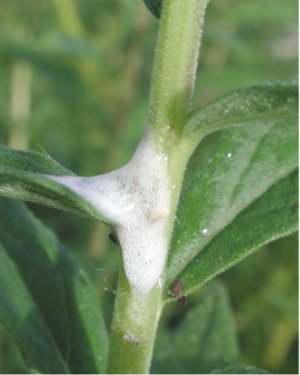
幼虫が作る泡

アワフキムシ（泡吹虫）は、アワフキムシ上科 (Cercopoidea) に属するカメムシ目の昆虫の総称。幼虫が排泄物をあわ立てた泡状の巣を保護のため用いているのでこの名がついた。

## 成虫
成虫も幼虫と同じように草の汁を餌とする。外見や体構造はツノゼミやハゴロモに似ている。翅の面積は体重に対して大きめで、飛翔時の挙動は埃のようにふわふわと舞っているような印象を受ける。風のある日はすぐに飛翔できなくなってしまう。

## 幼虫

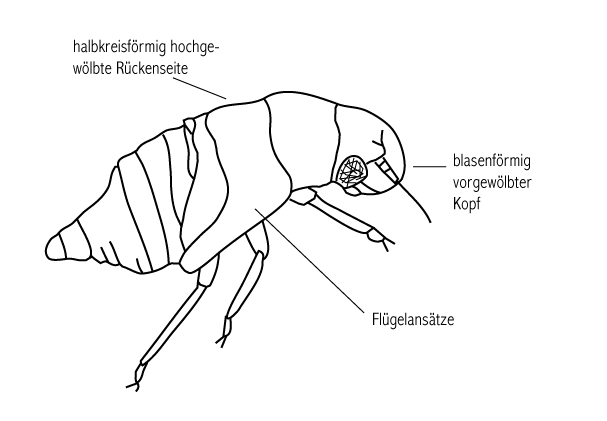
幼虫の構造の模式図

アワフキムシの幼虫は多年生の植物にしがみついて口針を維管束に刺し、そこの道管を流れる液にわずかに溶け込んだアミノ酸やミネラル分を栄養としてほとんど移動せずに暮らす。その際、道管には大量の水分にわずかにしか栄養分が溶け込んでいないため、消化管の一部が変化した濾過室で栄養分を濃縮しつつ吸収し、大量の水分を排泄する。道管には篩管のように多量の糖分は流れていないため、排泄物に余剰の糖分は排泄されず、アブラムシやカイガラムシのような甘露とはならない。この道管液を餌とし、多量の水分を排泄する性質は、セミの幼虫やオオヨコバイ亜科のヨコバイ（成虫・幼虫）と共通する。
このほとんど水だけのような排泄物の中には、虫の代謝で生じた窒素排泄物がマルピーギ管から排泄されてわずかに溶け込んでいるが、アワフキムシの場合には、これはアンモニアであることが知られている。幼虫が植物に寄生して摂食を行うとき、多量の排泄液はセミの幼虫のように周囲の土壌に吸い込まれたり、オオヨコバイ類のように遠くまで水鉄砲のように跳ね飛ばして処理されたりせず、虫体と宿主植物の間に保持されて溜まっていく。
このとき溜まった排泄液の中には、さらに虫体の分泌腺から分泌された蝋（ワックスエステル）と繊維状のタンパク質が溶け込む。蝋は排泄液中のアンモニアと反応してケン化反応を起こし、アンモニウム石鹸を生じる。アワフキムシの幼虫の腹面は樋状に陥没していて気門はこの内面に開口し、その先は尾端でシュノーケル状になって液体中に虫体が沈んでいても呼吸することができる。さらに腹部を伸縮させることによって、空気をスポイトのように吸い込んだり吐き出したりすることができるようになっている。排泄液が界面活性剤であるアンモニウム石鹸によってあわ立ちやすくなると、幼虫は尾端を液面の外に突き出して空気を吸い込んでから液中に尾端を引き込んで空気の粒を吐き出すという運動を繰り返し、排泄液を泡立てていく。最終的に排泄液は白く泡立った粘度の高い泡の塊となる。泡は分泌された繊維状のタンパク質によっても強化されており、高い安定性と強度を保つ。アワフキムシの中でアワフキムシ類やコガシラアワフキ類の幼虫は、この泡の塊を巣としてこの中で生活するが、トゲアワフキ類の幼虫の場合には泡巣の表面が硬化して貝殻状の巣となり、この内部をさらに泡と液体が満たす。巣が完成するともはや巣を補修するとき以外は排泄液にワックスエステルや繊維状タンパク質を分泌することはなく、中に幼虫が生活している泡巣の下端からは、常に粘性のない水様の排泄液が滴っている。
界面活性剤の水溶液でできた泡巣は気門と気管で呼吸する昆虫にとっては通常致死的であるため捕食性の昆虫に対して高い防御性を発揮し、アリなどが巣の中の幼虫を捕食するのは溺死してしまうため不可能に近い。しかし、アワフキムシの幼虫の捕食者として特殊化したいくつかのアトキリゴミムシ亜科のゴミムシは、成虫も幼虫も溺れることなく泡巣の中に進入して捕食することができるし、それ以外のゴミムシの中に長く伸張した首を持ち、これだけを泡巣の中に突っ込んで幼虫を捕食する種類も知られている。

## 伝承
成虫は取り立てて目立つものではないが、幼虫の作る泡の巣は結構目につくし、奇妙であるから、古くから取りざたされてきた。日本ではこれがホタルの幼虫であるという伝承を持つ地域があり、一時期は科学啓蒙書の中にもアワフキムシの幼虫をホタルの幼虫だと記したものもあったという。何となく水気に関係しそうなこと、中から出てくる幼虫のお尻が赤いものが多く、何となく光りそうな印象があるためかも知れない。
ファーブルによると、南フランスではこの泡をカッコウのつばであると言い伝えているという。

## 下位分類
- アワフキムシ亜科 Aphrophorinae
- コガシラアワフキムシ亜科 Cercopinae
- トゲアワフキムシ亜科 Machaerotinae

アワフキムシ科の中の亜科は元は独立した科であったが、最近アワフキムシ科の中に亜科として収められた。